# Gesellschaft für Familienforschung in Franken

Das Wappen der GFF besteht aus dem Frankenrechen

Die Gesellschaft für Familienforschung in Franken e. V. (GFF) ist ein am 8. November 1921 gegründeter genealogischer Verein für Franken mit Sitz in Nürnberg.
Der gemeinnützige Verein ist Mitglied in der Deutschen Arbeitsgemeinschaft genealogischer Verbände (DAGV), im Verein für Computergenealogie, im Verband Bayerischer Geschichtsvereine und im Gesamtverein der Deutschen Geschichts- und Altertumsvereine. Vereinsvorsitzender ist seit 2008 Werner Wilhelm Schnabel.

## Aufgaben
Die GFF macht es sich zur Aufgabe, die Familienforschung „in all ihren Zweigen auf wissenschaftlicher Grundlage zu fördern und zu pflegen“, wobei sie sich insbesondere auf die Gebiete Mittelfranken, Oberfranken und Unterfranken sowie benachbarte Bereiche der Oberpfalz (alles in Nordbayern) und Tauberfrankens (in Baden-Württemberg) konzentriert. Darüber hinaus wird in bemerkenswertem Ausmaß Auswanderer-, Exulanten- und Hugenotten-Forschung betrieben.
Der Verein unterhält eine umfangreiche Bibliothek am Vereinssitz mit rund 35.000 Medieneinheiten, die elektronisch erschlossen sind. Es werden regelmäßig Vorträge, Führungen und Genealogische Treffen organisiert.

## Mitglieder

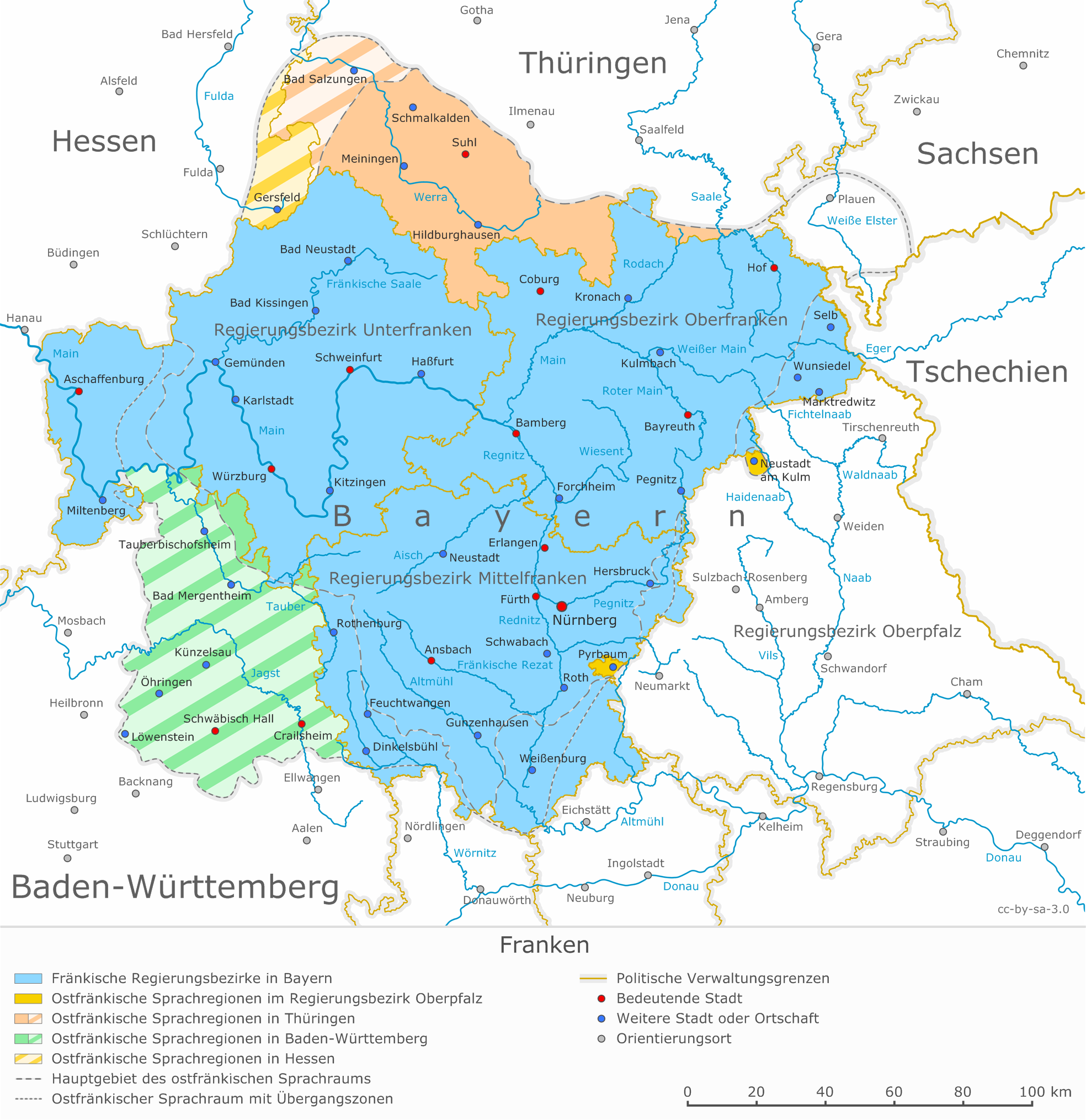
Das Arbeitsgebiet der GFF ist Franken

Der Verein zählt über 1.400 persönliche und institutionelle Mitglieder im In- und Ausland.
Für die Mitglieder wird in unregelmäßigen Abständen eine Exkursion angeboten, die zu kulturgeschichtlich Interessanten Zielen in Süddeutschland oder auch in die Herkunftsgebiete der Vorfahren heute in Franken lebender Menschen führen (so wurden etwa aus Österreich, den Ländern der Habsburger, im 16. und 17. Jahrhundert in erheblichem Umfang Protestanten vertrieben, die u. a. im heutigen Franken eine neue Heimat fanden).
Mitglieder haben Zugriff auf umfangreiche Datenbanken und Digitalisat-Ressourcen, die im geschlossenen Bereich der Vereinshomepage zugänglich sind.

## Publikationen
Die GFF ist eine der produktivsten genealogischen Gesellschaften im deutschsprachigen Raum, die im Laufe von über 100 Jahren eine Fülle von Publikationen vorgelegt hat. Regelmäßig zweimal im Jahr erscheinen die Mitteilungen der GFF (seit 1990), jährlich einmal die Blätter für fränkische Familienkunde (seit 1926). Daneben existieren mehrere Buchreihen, von denen die Freie Schriftenfolge mittlerweile 27 Bände (seit 1949), die Quellen und Forschungen zur fränkischen Familiengeschichte 30 Bände (seit 1985) umfassen.
Weitere Reihen sind die Sonderbände der GFF bzw. Personengeschichtliche Schriften (13 Bände seit 1999), die Fränkischen Ahnen (9 Bände seit 1933) und die Familiengeschichtlichen Schriften (7 Hefte, 1924–1941).
Als digitale Quellen wurden u. a. Die Judenmatrikel 1813-1861 für Mittelfranken veröffentlicht, zudem erscheint seit 2000 jedes Jahr eine neue, erweiterte Version der GFF-CD (seit 2011 Index Personarum), welche Personen- und Literaturdatenbanken mit mittlerweile knapp neun Millionen Einträgen enthält.
Über die Homepage zugänglich sind mehrere umfangreiche Spezialdatenbanken zur Personengeschichtsforschung, die der Erschließung oft unterschätzter Quellen dienen.
Außerdem hat der Verein mit GFAhnen in den 90ern ein eigenes Genealogie-Programm entwickelt.